# 長幡忠夫
長幡 忠夫（ながはた ただお、1942年8月18日 - ）は兵庫県西宮市出身の元プロ野球選手（外野手）。

## 来歴・人物
兵庫県立尼崎高等学校では1959年、2年生の時に春の甲子園に出場。大会第2号となる本塁打を打ち、チームは準決勝に進むが、優勝した中京商に敗退。翌1960年春季近畿大会でも決勝で宮津高を降し優勝するが、夏は県予選準々決勝で土井正三のいた育英高に敗れ、甲子園には出場できなかった。高校同期に合田栄蔵、高校1年上に児玉禎彦がいる。
翌1960年11月7日に阪神タイガースに入団。しかし一軍公式戦出場がないまま、1962年限りで引退した。

## 詳細情報

### 年度別打撃成績
- 一軍公式戦出場なし

### 背番号
- 57 （1961年 - 1962年）